# Antipositive, Pt. 2
Antipositive, Pt. 2 è il quarto album in studio del gruppo musicale russo Little Big, pubblicato il 5 maggio 2018.
L'album, che contiene sette tracce, è la combinazione del precedente album omonimo e contiene per la prima volta un brano in lingua francese, oltre che il singolo Skibidi.

## Tracce
1. Liar – 3:04 (testo: Il'ja Prusikin – musica: Ljubim Chomčuk, Il'ja Prusikin)
2. Skibidi – 2:44 (testo: Femi Adebogun, Il'ja Prusikin – musica: Il'ja Prusikin, Ljubim Chomčuk)
3. Follow Me (feat. Tommy Cash) – 3:58 (Il'ja Prusikin, Ljubim Chomčuk, Thomas Tammemets)
4. Real People – 3:26 (testo: Il'ja Prusikin – musica: Il'ja Prusikin, Ljubim Chomčuk)
5. Liar (Sibrinin Remix) – 2:46 (testo: Il'ja Prusikin – musica: Ljubim Chomčuk, Il'ja Prusikin, Viktor Sibrinin)
6. Mon Ami – 2:51 (testo: Il'ja Prusikin, Sergej Makarov, Sof'ja Tajurskaja – musica: Il'ja Prusikin, Viktor Sibrinin)
7. Little Boy (Thank You Mom) – 3:22 (testo: Il'ja Prusikin – musica: Il'ja Prusikin, Viktor Sibrinin)

Durata totale: 22:11